# Przystań (wieś w województwie mazowieckim)
Przystań – wieś sołecka w Polsce, położona w województwie mazowieckim, w powiecie ostrołęckim, w gminie Olszewo-Borki. Leży nad rzeką Omulew.
W latach 1975–1998 miejscowość administracyjnie należała do województwa ostrołęckiego. 
W Przystani  działał kiedyś stary młyn (obecnie zburzony) oraz znajduje się XX-wieczny pałac Bourbonów, w którym mieści się szkoła podstawowa.

## Religia
Wierni Kościoła rzymskokatolickiego należą do parafii Narodzenia Najświętszej Maryi Panny w Nowej Wsi.

## Edukacja
- Szkoła Podstawowa w Przystani

## Galeria

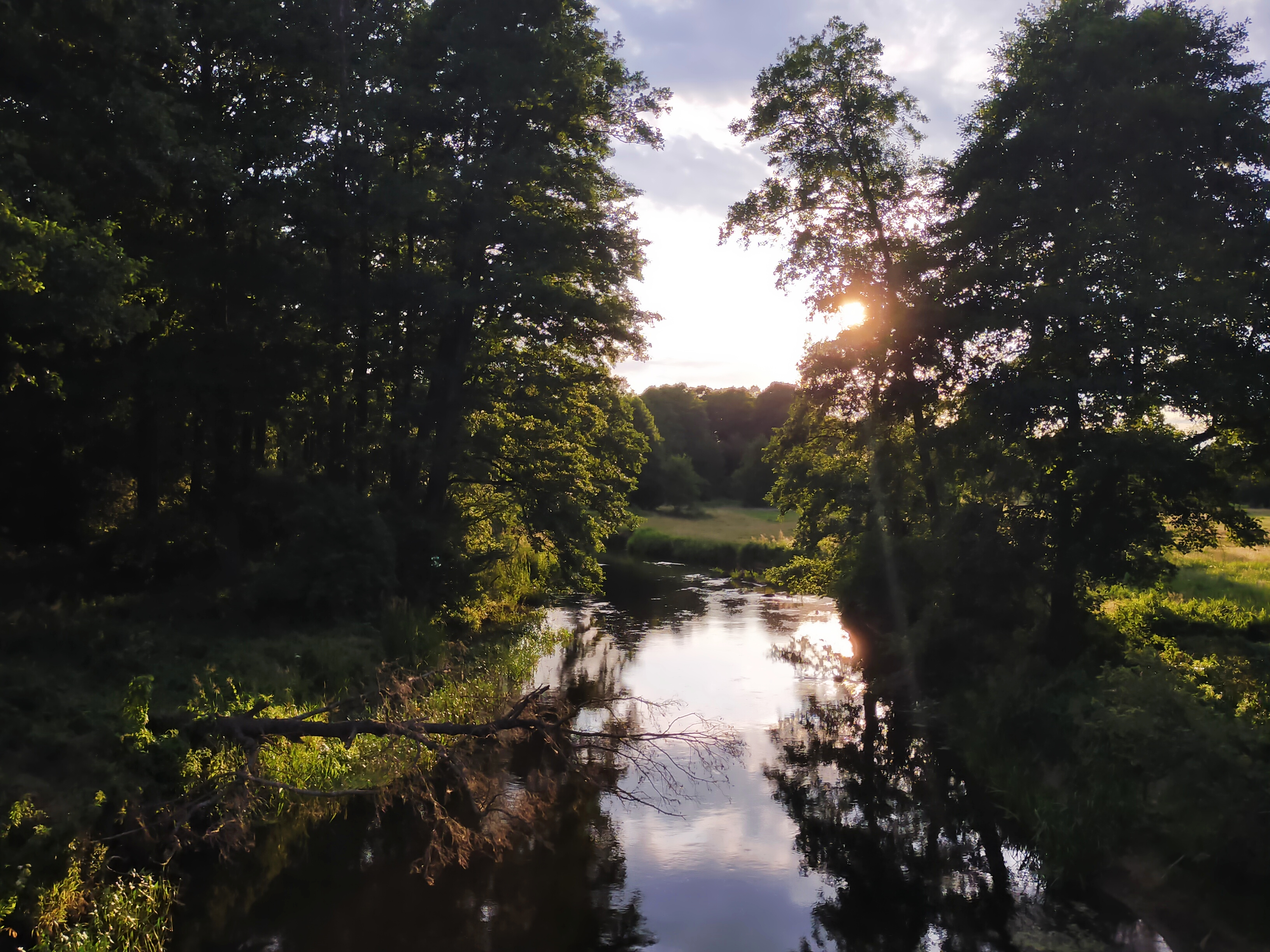
Rzeka Omulew w wiosce Przystań
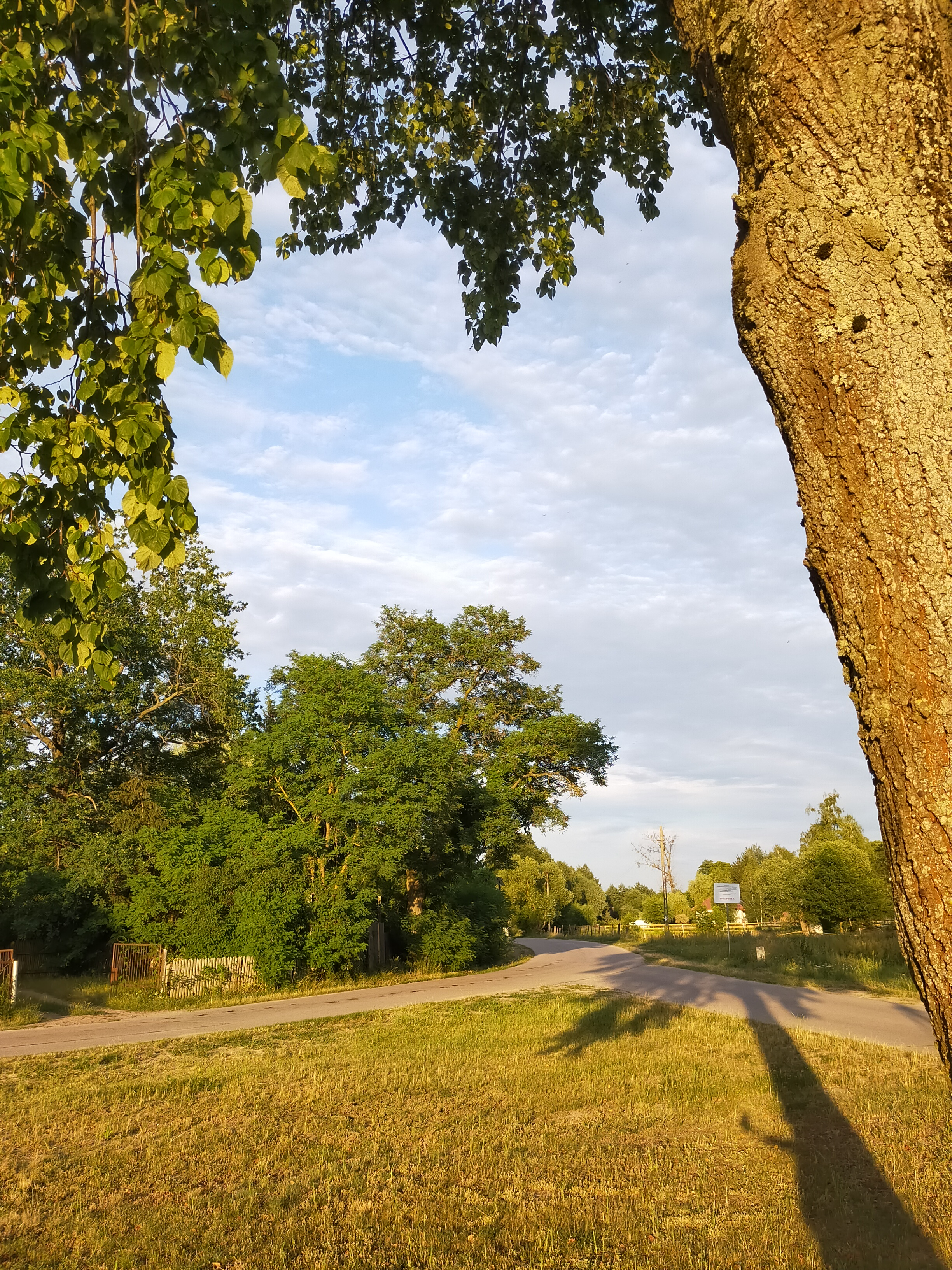
Widok na wieś Przystań